# Pentafluoruro di iodio
Il pentafluoruro di iodio è il composto chimico interalogenico dello iodio pentavalente con il fluoro, avente formula molecolare IF5. A temperatura ambiente è un liquido incolore. È un composto molto reattivo, con forti proprietà ossidanti e fluoruranti. Reagisce violentemente con l'acqua. IF5 è disponibile commercialmente e viene usato come fluorurante selettivo di composti organici.

## Struttura molecolare e configurazione elettronica
A temperatura ambiente IF5 puro è un liquido incolore volatile, ma spesso appare giallo chiaro per presenza di impurità. Si tratta di un composto molecolare. Numerose tecniche spettroscopiche, tra cui diffrazione a raggi X e RMN del 19F, hanno permesso di stabilire che la molecola IF5 ha la forma di piramide a base quadrata (simmetria C4v), con l'atomo di iodio leggermente al di sotto del piano di base. La forma di piramide a base quadrata è in accordo con la teoria VSEPR, dato che attorno allo iodio è presente anche una coppia di elettroni non condivisa.

## Sintesi
La prima sintesi di IF5 risale al 1891, ad opera di Henri Moissan, che lo ottenne bruciando iodio con fluoro gassoso:
I2 + 5 F2 → 2 IF5
In seguito le condizioni di reazione sono state migliorate.

## Reattività
In generale IF5 è un energico agente fluorurante e ossidante, ma meno violento degli analoghi ClF5 e BrF5, e reagisce con la maggior parte dei metalli e non metalli formando i corrispondenti fluoruri. Allo stato liquido IF5 puro mostra una bassa conducibilità, che è stata attribuita ad una parziale autoionizzazione secondo l'equilibrio
2 IF5 ⇄ [IF4]+(sol) + [IF6]–(sol)

### Reazione di idrolisi
La reazione con acqua è molto violenta e porta alla formazione di acido iodico e acido fluoridrico:
IF5 + 3 H2O → HIO3 + 5 HF

### Come donatore di ioni fluoruro
IF5 reagisce con forti acidi di Lewis, come AsF5 o SbF5, formando cationi IF4+. Ad esempio:
IF5 + 2 SbF5 → [IF4]+[Sb2F11]-
Il catione IF4+ è isoelettronico e isostrutturale con SF4 e ha struttura ad altalena.

### Come accettore di ioni fluoruro
Cme acido di Lewis reagisce con donatori di ioni fluoruro, come CsF e KF, formando addotti salini dell'anione IF6-. Ad esempio:
IF5 + CsF → [Cs]+[IF6]-
L'anione IF6-, isoelettronico con XeF6, non ha una struttura ottaedrica regolare, dato che attorno all'atomo centrale c'è anche una coppia di elettroni non condivisa.

## Usi
IF5 è disponibile commercialmente ed è usato principalmente in reazioni di fluorurazione selettiva di composti organici. Un esempio è la reazione con perfluoroalcheni:
2 I2 + IF5 + 5 CF2=CF2 → 5 CF3CF2I
Dal punto di vista industriale IF5 ha due vantaggi: 1) è più comodo da maneggiare rispetto a F2, dato che IF5 è un liquido mentre F2 è un gas; 2) è un agente fluorurante energico, ma non eccessivamente violento come gli analoghi ClF5 e BrF5.

## Tossicità
IF5 è un composto molto reattivo e corrosivo, pericoloso per la salute e per l'ambiente. Reagisce con l'acqua e l'umidità dell'aria formando acido fluoridrico, anch'esso corrosivo. È corrosivo per tutte le mucose, gli occhi e la pelle, provocando ustioni gravi.